# Spoorlijn Uerdingen - Trompet
De spoorlijn Uerdingen - Trompet onderdeel van de Ruhrorter Bahn genoemd was een historische spoorlijn tussen Krefeld-Uerdingen en Trompet, vandaar liep de lijn als DB 2332 verder tot Homberg waar veerverbinding op Duisburg-Ruhrort was. Met de opening van de spoorlijn Krefeld - Bochum met een vaste oeververbinding nam het verkeer aanzienlijk af. De lijn was als DB 2 onder beheer van DB Netze.

## Geschiedenis
Het traject werd door de Ruhrort-Crefeld-Kreis Gladbacher Eisenbahngesellschaft (RCG) gebouwd en geopend op 15 oktober 1849. Op 4 maart 1850 werd de RCG overgenomen door de Aachen-Düsseldorf-Ruhrorter Eisenbahn. In 1961 is de lijn gesloten, thans liggen op gedeeltes van de bedding diverse industrielijnen van de firma Bayer.

## Aansluitingen
In de volgende plaatsen was of is er een aansluiting op de volgende spoorlijnen:
Uerdingen
DB 2342, spoorlijn tussen Krefeld-Uerdingen en de aansluiting Mühlenberg
DB 2343, spoorlijn tussen Krefeld-Uerdingen en Bockum
DB 2504, spoorlijn tussen de aansluiting Lohbruch en Rheinhausen
DB 2505, spoorlijn tussen Krefeld en Bochum
Trompet
DB 2330, spoorlijn tussen Rheinhausen en Kleef
DB 2332, spoorlijn tussen Trompet en Duisburg-Homberg
DB 2340, spoorlijn tussen de aansluiting Mühlenberg - Trompet